# Карпенко Юрій Олександрович
Карпе́нко Ю́рій Олекса́ндрович (29 вересня 1929, Малин, УРСР, СРСР — 10 грудня 2009, Одеса, Україна) — український мовознавець, доктор філологічних наук, професор , академік АН ВШ України, член-кореспондент НАН України.

## Біографія
Ю. О. Карпенко народився 29 вересня 1929 року на Житомирщині. У 1953 році з відзнакою закінчив філологічний факультет Львівського університету. В 1953—1956 роках навчався в аспірантурі в Чернівецькому університеті. Згодом працював викладачем кафедр української мови, загального мовознавства, а з 1958 року — завідувачем кафедри загального мовознавства, з 1965 року — деканом філологічного факультету Чернівецького університету. З 1968 року працював в Одеському університеті завідувачем кафедри загального і слов'янського мовознавства, з 1978 року  — завідувачем кафедри російської мови, з 1991 року — завідувачем кафедри української мови, з 2001 року — професором кафедри української мови.
Помер 10 грудня 2009 року в Одесі.

## Наукова діяльність
В 1956 році захистив дисертацію «Історія форм кількісних численників в українській мові» на здобуття наукового ступеня кандидата філологічних наук. В 1967 році захистив докторську дисертацію «Топонімія Буковини». В 1968 році присвоєно вчене звання професора.

Академік АН вищої школи України (1996 р.), член-кореспондент НАН України (2006 р.).

«Вступ до мовознавства». Перевидання 2009 року

Докладно вивчив топонімію Буковини та Одещини, розробив концепції топонімічної системи, взаємовідношення власних і загальних назв, принципів ономастичної етимології, функціонування власних назв у художньому тексті. Очолював укладання і є співавтором семи топонімічних словників (наприклад, «Топонімія південно-східної Одещини» (1975 р.), «Гідронімія Нижнього Подністров'я» (1981 р.))
Підготував 62 кандидати наук і 5 докторів наук.
Був членом редколегії республіканського журналу «Мовознавство», відповідальним редакотором періодичного видання «Записки з ономастики». Опублікував 485 наукових праць.

## Деякі праці
- Топонімія Буковини. — К.: Наукова думка, 1973. — 238 с.
- Названия звездного неба. — М.: Наука, 1981. — 184 с.
- Вступ до мовознавства: Підручник…- К.: Вища школа, 1983. — 190 с.
- Фонетика і фонологія сучасної української літературної мови: Учб. посібник. — Одеса: Чорномор'я, 1996. — 148 с.
- Українська гіпотеза// Мовознавство. — 1993. — № 5. — С. 3 — 8.
- Літературна ономастика Ліни Костенко. О. 2008
- Традиції та новаторство в розвитку українського іменника//Мовознавство. 2009.
- Гуцульська й бойківська гідрономія і оронімія Східних Карпат: спільне і відмінне //Народознавчі зошити. Л..1998.Ч.3(21)
- Суфіксальний словотвір прикметників у мовi Ю. Федьковича (-н-, -ськ-, -ов-). Hayкові записки Чернівецького державного університету. Т. XXXVIII, 1959. Серія філологічних наук. — Вип. 9. — С. 203—216.

## Родина
Дружина — Карпенко Муза Вікторівна, кандидат філологічних наук, доцент, працювала на кафедрі російської мови Одеського державного університету.
Дочка — Карпенко Олена Юріївна, доктор філологічних наук, професор, завідувач кафедри граматики англійської мови Одеського національного університету.
Син — Карпенко Олексій Юрійович, кандидат наук, працював в Одеському політехнічному інституті.